# Plateresco
Plateresco, (šp. platero - rezbarstvo) je španski dekorativni slog pozne gotike in zgodnje renesanse.
Plateresco je bilo umetniško gibanje, predvsem arhitekturi, ki je tradicionalno nastajala v Španiji in njenih ozemljih, ki se je pojavilo v pozni gotiki in zgodnji renesansi v poznem 15. stoletju in razširilo v naslednjih dveh stoletjih. Je bila sprememba gotskih prostorskih konceptov in eklektična mešanica Mudéjar, razposajene gotike in lombardskih dekorativnih elementov in renesančnih elementov toskanskega izvora.  Primeri tega sinkretizma so vključitev ščitov in fial na fasadah, stebri zgrajeni na renesančno neoklasičen način in fasade razdeljen na tri dele (v renesančni arhitekturi so razdeljene v dva). V času vladavine Karla V. Habsburškega, zlasti v Salamanci, je dosegel vrhunec, cvetel pa je tudi v drugih mestih na Iberskem polotoku (León in Burgos) in na območju Nove Španije, ki je zdaj Mehika. Plataresco mnogi štejejo za renesančni slog. Drugi, da je svoj stil in ga včasih imenujejo protorenesansa. 
Za slog so značilne bogato okrašene dekorativne fasade, prekrite s cvetlični vzorci, lestenci, venci, fantastičnimi bitji in vse mogočo konfiguracijo. Prostorska ureditev pa je bolj jasno gotska. V Novi Španiji je plateresco pridobil svojo konfiguracijo, tesno se oklepa svoje Mudéjar dediščine in se meša z indijanskimi vplivi.
V 19. stoletju, z vzponom historizma, je plateresco arhitekturni slog oživel pod imenom Monterrey slog.

## Etimologija
Ime plateresco izhaja iz trgovine s srebrnino. Diego Ortiz de Zúñiga jo uporablja prvič, ko se sklicuje na kraljevo kapelo katedrale v Sevilji v 17. stoletju.

## Problem z geografskim območjem in obravnavo kot sloga
Tradicionalno je bil plateresco slog izključno "španski", izraz se uporablja tudi za španska ozemlja, ki jih je španska krona posedovala med 15. in 17. stoletjem. Vendar pa je obveljalo sredi 20. stoletja, v skladu s trditvami več avtorjev, predvsem Camona Aznarja (1945) in Rosenthala (1958), da je plateresco enoten skupek elementov - gotike, muslimanske umetnosti in renesanse. Aznar ga ne obravnava kot slog označen kot renesansa, Rosenthal pa poudarja povezanost z nekaterimi zgradbami v drugih evropskih državah, predvsem v Franciji in na Portugalskem, pa tudi v Nemčiji in drugih. 
Ta problem izpostavlja netočnost imena plateresco in težavah v zvezi z njim, ki opisujejo produkcijo iz obdobja zmede in prehoda med slogi, še posebej, ker je zanj značilno dekorativno obilje in kaže na poskus, da bi prikrili napako španskih arhitektov pri razvoju novih struktur in prostorskih idej. Bilo je tudi predlagano, da bi se lahko ta problem rešil z opredelitvijo, kaj se imenuje plateresco kot zamenjavo za gotsko dekoriranje z groteskami, ki se zgleduje po delih Italijana Sebastiano Serlioja.
Treba je priznati, da je bilo plateresco ali protorenesansa umetniško gibanje, ki je odgovorilo na zahteve vladajočih razredov imperialne Španije, ki je pravkar zaključila Reconquisto in začela kolonizacijo Amerik. Španci so razvijanje zavesti o njihovi povečani moči in bogastvu in v svoji živahnosti začeli obdobje gradnje velikih spomenikov kot simbola nacionalnega bogastva.

## Značilnost

### Španski plateresco
Tipične plateresco fasade, kot so tiste iz oltarnih podob, so bile tako natančno in obilno narejene, kot če bi bile dela zlatarjev. Okras, čeprav iz različnih navdihov, je bil predvsem rastlinskega izvora, imeli so tudi obilico medaljonov, heraldičnih elementov in figure živali in drugo. Plateresco je uporabljal veliko materialov. Na koncu prve tretjine 16. stoletja so se pojavila večbarvni dela, k heraldični vršaci zgodovinskega izvora in dolge balustrade, če omenimo samo eno vrsto manj uporabljane dekoracije.
Širjenje dekoracije na vse arhitekturne površine je vodilo k oblikovanju novih površin in podprostorov, ki so se v zameno obilno krasili, kot so niše in kapelice.
Tudi italijanski elementi so se postopoma razvili kot dekoracija. Rustika, klasični kapiteli, rimski oboki in zlasti groteske.
Okras je imel posebne pomene in ga ni mogoče brati kot zgolj dekorativnega; lovorike, vojaški ščiti in rogovi so bili uporabljeni v hišah vojaškega osebja. Podobno je bilo z grškimi in rimskimi miti, ki predstavljajo abstraktne humanistične ideale, tako da je dekoracija postala sredstvo za izražanje in širjenje renesančnih idealov.
Plataresco uvaja in daje prednost novim prostorskim vidikom, kot caustrales ali stopnice odprtih lož. Bilo je mnogo prostorskih sprememb glede na gotsko tradicijo.

### Ameriški plateresco
V Ameriki, še posebej v današnji Mehiki, so bile znane različne avtohtone kulture v določenih fazah razvoja, ki jih je mogoče obravnavati kot barok, ko so Španci s seboj prinesli slog plateresco. Ta evropski fenomen so mešali složno z lokalnimi tradicijami, tako da čisto gotska arhitektura v Ameriki ni bila zgrajena, temveč so se v plateresco mešali indijanski vplivi.

## Zgodovina
Slog plateresco sledi liniji Isabelline, kjer se dekorativni elementi italijanskega izvora kombinirajo tistimi tradicionalnimi iz Iberskega polotoka, ki tvorijo okrasne komplekse, ki prekrivajo gotske strukture. Lahko govorimo o platerescu, ki ohranja gotske oblike kot osnovo do leta 1530. Po tem datumu, čeprav se je še naprej uporabljal in so se plateresco okraski še vedno razvijali, je postal del arhitekture, ki se začne z vključitvijo renesančne ideje. Leta 1563, z začetkom gradnje samostana San Lorenzo de El Escorial, se je arhitektura renesanse očistila skozi dela Juana de Herrere, ki so končala sijaj in širjenje platerescoja na Iberskem polotoku. Toda v Mehika ni bil pozabljen, kar vodi v slog neoplateresco v 18. stoletju.
V vsakem primeru plateresco, ne kot slog in/ali izključno španski ali širše Evrope, predstavlja prehod med gotiko in renesanso.

### Isabellina gotika (15. stoletje)
V 15. stoletju je nastala težnja, da se razposajeno okrasje začne razvijati v kraljevski Kastiliji po vzoru flamske, islamske in kastiljske arhitekture, za katero se je prijelo ime Isabellinina gotika, saj je bila večina gradbenih del narejena na ukaz Izabele I. Kastiljske. To okrasje ni vplivalo na notranjo strukturo stavb.
Nekaj podobnega se je zgodilo v istem obdobju na Portugalskem, kar je postalo znano kot Manueline.

### Plateresco gotika (pozno 15. st. – 1530)
Gibanje se je začelo v poznem 15. stoletju v Španiji, da bi prikrili gotske stavbe s cvetlično dekoracijo, predvsem groteske, vendar uporaba tega načela ni spremenila prostorske kvalitete ali arhitekturne strukturo stavb. Ta proces se je začel, ko je renesansa prispela v Španijo in so arhitekti začeli kopirati renesančne arhitekturne značilnosti brez razumevanja novih idej, ki so stale za njimi, to pomeni, da niso opuščali srednjeveških oblik in idej.
Številne plateresco stavbe so že bile zgrajene, in so jim dodali le plasti renesančnega okrasja, še posebej okoli odprtin (oken in vrat) in na splošno, vsem nearhitekturnim elementom, z nekaterimi izjemami. 
Čeprav se označba "plateresco" običajno uporablja za dejanja, ki prekrijejo nove renesančne elemente na formah, ki jih urejajo srednjeveške smernice v arhitekturi, je ta trend opaziti tudi v španskem slikarstvu in kiparstvu tistega časa.

### Plateresco renesansa (1530–1560)
To je obdobje, v katerem se je renesansa na Iberskem polotoku razmahnila, čeprav še ni dosegla vrhunca. To se je zgodilo s spremembami, ki jih je vpeljal Juan de Herrera in Filip II. Španski pri zasnovi samostana El Escorial, katerega gradnja se je začela leta 1563.
Do takrat je bilo okrasje še vedno obilno, popolnoma z italijanskimi parametri in se je uporabljalo za stavbe, namenjene po logiki renesančnih idej.

### Monterrey slog (19. st. in prva tretjina 20. st.)
Slog Monterrey je nastal v 19. stoletju. Ime je dobil po palači Monterrey v Salamanci, ki je bila zgrajena v slogu neoplateresco, historizem plateresca.
Slog je preživel vse do začetka 20. stoletja in se kaže v nacionalnem in regionalnem "oživljanju". Je zelo razširjen in čeprav ni bil sprejet v akademskih krogih, je lahko nekaj primerov najti na Gran Via Madrid.
V Mehiki se je nova ponovitev plateresca, ki se je razširil na jugovzhodu Združenih držav Amerike, začela v prvi polovici 18. stoletja. Ta neoplateresco se ne sme zamenjati z Španijo konec 19. in v začetku  20. stoletja, tako imenovani slog Monterrey

## Primeri

### Plateresco arhitekti in umetniki
- Prvi plateresco.
  - Diego de Alcázar[6]
  - Alonso de Covarrubias[7]
  - Martín de Gainza[8]
  - Rodrigo Gil de Hontañón
  - Gil de Siloé[9]
  - Andrés de Vandelvira[8]
  - Diego de Riaño[8]
  - Diego Siloe
  - Vasco de la Zarza[10]
- Neoplateresco.
  - Eduardo Adaro Magro[11]
  - José López Sallaberry[12]

### Plateresco zgradbe, arhitekturni elementi in druga dela
- Fasada samostana San Marcos (León).
- Stolp Guadramiro, (Salamanca).
- Grad Calle Maqueda.
- Fasada Univerze v Salamanci.
- Hostal de los Reyes Católicos Santiago de Compostela.
- Fasada Nove katedrale v Salamanci.
- Fasada samostana Sv. Štefana, Salamanca.
- Convento de las Dueñas v Salamanci.
- Fasada cerkve Sancti Spiritus, Salamanca.
- Fasada Colegio Mayor de San Ildefonso, Univerza Alcalá de Henares.
- Casa de las Conchas, Salamanca.
- Samostan San Marcos, León.
- Casa consistorial de Sevilla, Sevilja.
- Fasada Perdón y el Balcón de las Reliquias, katedrala Coria.
- Puerta de la Pellejería , katedrala v Burgosu.
- Hospital del Rey, Burgos.
- El trascoro y antecripta , Katedrala Palencia.
- Univerza v Oñati.
- Puerta de Carlos V., Vivero.

in druge

## Skici
1. ↑  Bozal, Valeriano; Art history in Spain: From the origins to the Enlightenment, pp. 157, 165. Ed Akal (1978). ISBN 978-84-7090-025-9.
2. 1 2  Arias de Cossío, Ana María; The Art of the Spanish Renaissance, pp. 90–91. Ed. Encuentro (2009). ISBN 978-84-7490-909-8.
3. ↑  Marías, Fernando; The 16th century: Gothic and Renaissance, p. 24. Ed. Silex Ediciones (2002). ISBN 978-84-7737-037-6.
4. ↑  Alonso Ruiz, Begoña; Late Gothic architecture in Castile: los Rasines, p. 23. Ed. University of Cantabria (2003). ISBN 978-84-8102-304-6.
5. ↑  Nieto Alcaide, Víctor Manuel; Morales, Alfredo José; Checa Cremades, Fernando; Renaissance architecture in Spain, 1488–1599, p. 60. Ed. Cátedra (1989). ISBN 978-84-376-0830-3.
6. ↑  Fernando Chueca Goitia; Ars Hispaniae: Architecture of the 16th century. Ed. Plus-Ultra (1953).
7. ↑  Camón Aznar, José; La arquitectura plateresca. Ed. Instituto Diego Velázquez (1945).
8. 1 2 3  Aguado Bleye, Pedro, y Alcázar Molina, Cayetano; Manual of History of Spain: Christian Monarchs. House of Habsburg (1474–1700), p. 1064. Ed. Espasa-Calpe (1963).
9. ↑  Soldevila, Ferrán; History of Spain, vol. 3. Ed. Ariel (1999).
10. ↑  Rivas Carmona, Jesús; The retrochoir of spanish cathedrals: a study of an architectural typology, p. 93. Ed. Editum (1994). ISBN 978-84-7684-572-1.
11. ↑  Bozal, Valeriano; History of the Art in Spain. From Goya to the present day, p. 67. Ed. Akal (1991). ISBN 978-84-7090-027-3.
12. ↑  Bueno Fidel, María José; Architecture and nationalism: Spanish pabillions in the 19th century universal expositions, cap. 6. Ed. University of Málaga and Colegio de Arquitectos (1987).